# Gare de Calais-Ville
Gare de Calais-Ville – stacja kolejowa w Calais, w regionie Hauts-de-France, we Francji. Stacja posiada 4 perony.